# 미에치슬라프 호르초프스키

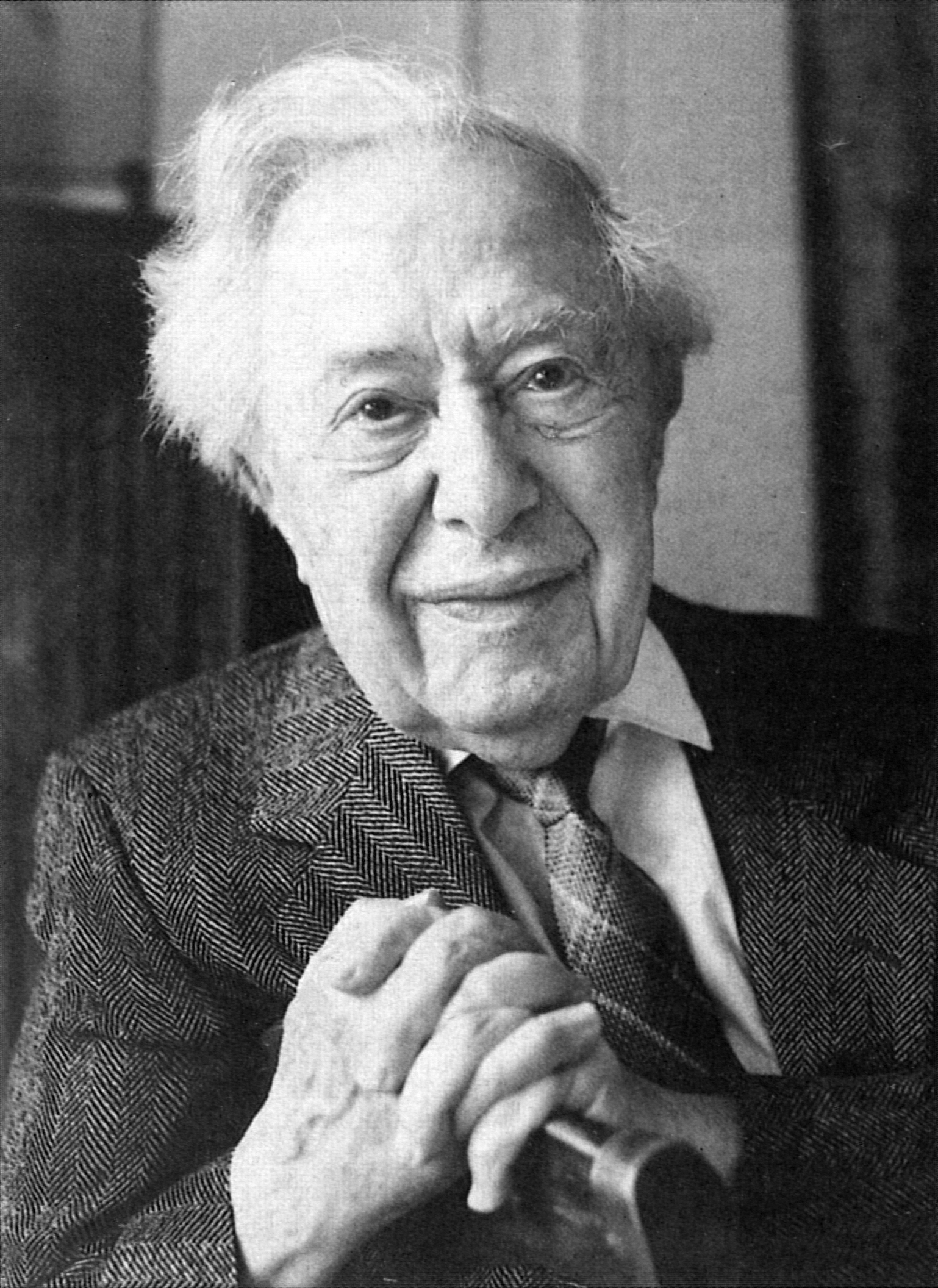
1990년 Mieczysław Horszowski

미에치슬라프 호르초프스키(폴란드어: Mieczysław Horszowski, 1892년 6월 23일 – 1993년 5월 22일)는 폴란드계 미국인 피아니스트다.
호르초프스키는 오스트리아-헝가리 (현재 우크라이나)의 르비우(렘베르크)에서 태어났다. 그는 프레데리크 쇼팽의 제자였던 카롤 미쿨리의 제자인 어머니에게 처음으로 피아노를 배웠다. 그는 7세에 빈에 있는 레셰티츠키의 제자가 되었다.
1901년 그는 바르샤바에서 베토벤의 피아노 협주곡 1번을 연주했고 얼마 지나지 않아 신동으로 유럽과 아메리카를 여행했다.

키가 겨우 5피트에 불과했던 그는 한 옥타브가 조금 넘는 손을 가지고 있었다. 호르초프스키의 연주는 자연스럽고 강요되지 않은 품질, 지성과 감정의 균형을 이루는 것으로 유명했다. 그는 레셰티츠키의 제자들이 흔히 볼 수 있는 것처럼 그의 음색의 질로 자주 칭찬을 받았다.
파블로 카잘스의 격려로 공연장으로 돌아온 그는 제1차 세계대전 후 밀라노에 정착했다가 제2차 세계대전 중 미국으로 건너갈 때까지 그곳에 머물렀다.
1940년부터 그는 미국에서 처음에는 뉴욕시에서, 나중에는 필라델피아에서 살았다. 그는 1948년에 미국 시민이 되었다. 그는 1943년과 1953년에 친구였던 토스카니니의 지휘하에 NBC 심포니 오케스트라와 함께 연주했다. 1954-1955 시즌 동안 그는 뉴욕에서 베토벤의 피아노 독주곡 전체를 연주했다. 1960년 그는 모차르트의 피아노 소나타를 위해 같은 작업을 했다. 1979년, 피아니스트는 복원된 크리스토포리 피아노포르테에 로도비코 주스티니의 여러 작품을 녹음했다. 이 작품은 특별히 피아노포르테를 위해 작곡된 것으로 알려진 최초의 작품이다.
1981년 89세의 호르초프스키는 이탈리아 피아니스트와 결혼했다.
그의 마지막 공연은 1991년 10월 필라델피아에서 열렸다. 그는 101세 생일을 한 달 앞두고 그 도시에서 사망했다. 그는 죽기 일주일 전에 마지막 레슨을 했다.